# 지겔 모듈러 형식
수학에서 지겔 모듈러 형식(영어: Siegel modular form)은 보형 형식의 한 종류이자 모듈러 형식의 일반화이다. 통상적인 모듈러 형식이 타원곡선(1차원 아벨 다양체)과 관계있는 것처럼, 지겔 모듈러 형식은 일반적 차원의 아벨 다양체와 관계가 있다.

## 역사
카를 루트비히 지겔이 1930년대에 이차 형식을 해석적으로 분석하기 위하여 도입하였다.

## 정의

### 지겔 상반평면과 심플렉틱 군
종수 {\displaystyle g}의 지겔 상반평면 {\displaystyle \mathbb {H} _{g}}는 다음과 같다.
{\displaystyle \mathbb {H} _{g}=\left\{\tau \in M_{g\times g}(\mathbb {C} )\ {\big |}\ \tau ^{\top }=\tau ,{\textrm {Im}}(\tau ){\text{  positive definite}}\right\}}
준위 1의 심플렉틱 군(영어: symplectic group of level 1) {\displaystyle \Gamma _{g}(1)}을 다음과 같이 정의하자.
{\displaystyle \Gamma _{g}(1)=\operatorname {Sp} (2g;\mathbb {Z} )=\left\{\gamma \in GL_{2g}(\mathbb {Z} )\ {\big |}\ \gamma ^{\top }{\begin{pmatrix}0&I_{g}\\-I_{g}&0\end{pmatrix}}\gamma ={\begin{pmatrix}0&I_{g}\\-I_{g}&0\end{pmatrix}}\right\}}
이는 모듈러 군 {\displaystyle \Gamma (1)=\operatorname {SL} (2;\mathbb {Z} )}를 일반화한 것이며, 통상적인 심플렉틱 군 {\displaystyle \operatorname {Sp} (2g;\mathbb {R} )}의 부분군이다. 모듈러 군의 경우와 마찬가지로, 합동류 사상
{\displaystyle \Gamma _{g}(1)=\operatorname {Sp} (N;\mathbb {Z} ){\xrightarrow {\bmod {N}}}\operatorname {Sp} (N;\mathbb {Z} /N)}
에 대한 핵
{\displaystyle \Gamma _{g}(N)=\ker({\bmod {N}})\subset \Gamma _{g}(1)}
을 정의할 수 있다. 이를 준위 N의 심플렉틱 군(영어: symplectic group of level N)이라고 한다.
{\displaystyle \Gamma _{g}(1)}은 지겔 상반평면에 다음과 같이 자연스럽게 작용한다.
{\displaystyle \gamma ={\begin{pmatrix}A&B\\C&D\end{pmatrix}}\in \Gamma _{g}(1)}
이고
{\displaystyle \tau \in \mathbb {H} _{g}}
라면,
{\displaystyle \gamma \tau ={\frac {A\tau +B}{C\tau +D}}}
이다.

### 지겔 모듈러 형식
{\displaystyle V}가 복소수 벡터 공간이고,
{\displaystyle \rho \colon \operatorname {GL} (g;\mathbb {C} )\to \operatorname {GL} (V)}
가 유리 함수인 군 표현이라고 하자.
종수 {\displaystyle g>1}, 무게 {\displaystyle \rho }, 준위 N인 지겔 모듈러 형식 {\displaystyle f\colon \mathbb {H} _{g}\to V}는 준위 N의 심플렉틱 군의 임의의 원소
{\displaystyle \gamma ={\begin{pmatrix}A&B\\C&D\end{pmatrix}}\in \Gamma _{g}(N)}
에 대하여
{\displaystyle f\left({\frac {A\tau +B}{C\tau +D}}\right)=\rho (C\tau +D)f(\tau )}
인 정칙함수이다.
종수가 {\displaystyle g=1}인 경우(통상적 모듈러 형식)에는 {\displaystyle f}가 첨점 {\displaystyle i\infty }에서 정칙적이라는 조건을 추가해야 한다. 그러나 {\displaystyle g>1}인 경우에는 쾨허 원리(영어: Koecher principle)라는 정리에 따라서 이 조건이 자동적으로 만족된다.
종수 {\displaystyle g}, 무게 {\displaystyle \rho }, 준위 {\displaystyle N}의 지겔 모듈러 형식의 공간을
{\displaystyle M_{\rho }(\Gamma _{g}(N))}
이라고 쓴다.